# Пенроуз (район)
Пенроуз (Penrose) — район в округе Арлингтон в северной части штата Вирджиния, США. Находится приблизительно в 3 милях от Вашингтона и фактически является его пригородом. 

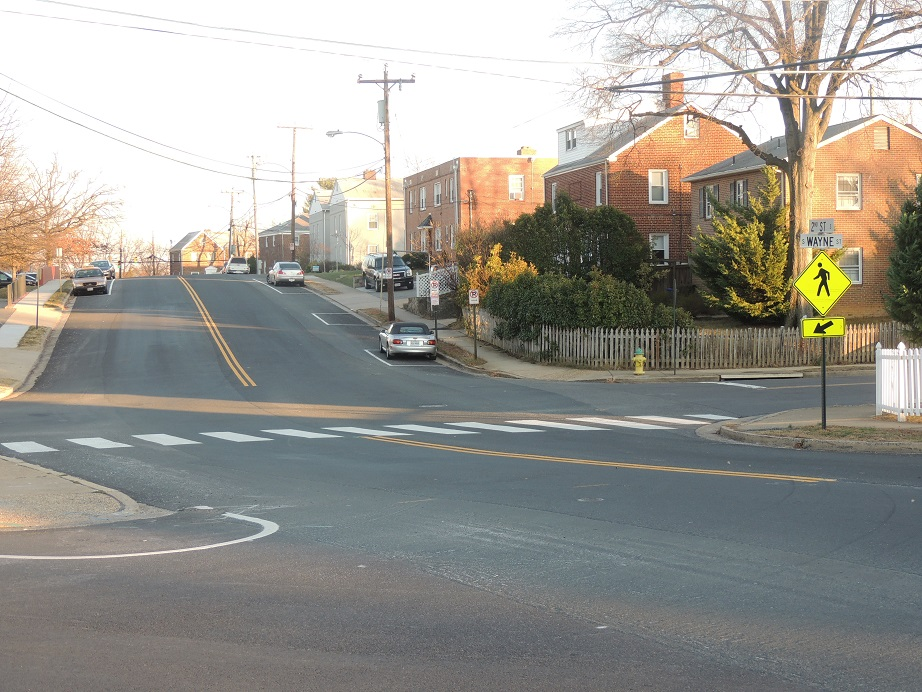
Пенроуз

## Общая характеристика района
Северная граница проходит по Арлингтонскому бульвару ( Федеральная трасса 50), являющемуся неофициальной границей Северного и Южного Арлингтона. Южной границей  района является важная транспортная магистраль Колумбия Пайк (трасса штата Вирджиния 244). На востоке примыкает к военной Базе Форт Майер-Хендерсон и Арлингтонскому национальному кладбищу. Западной границей района обычно считается улица Филлмор. На территории района есть три парка с детскими площадками. Район имеет регулярную планировку, застроен жилыми домами на одну или несколько семей.
Население района в 2015 году составляло 5.443 чел., в 2020 году 4.965 чел.. Стоимость аренды жилья несколько ниже, чем средняя по Арлингтону.

## История района

### Ранняя история
На территории Пенроуза в доколумбовый период жили индейцы, возможно, входившие в племенную конфедерацию Поухатан. Сведения о населении будущего Арлингтона в период предшествующий появлению европейцев, крайне скудны. Основной источник - сообщения капитана Джона Смита, впервые поднявшегося по Потомаку и вступившего в контакт  с местным населением, и картографические материалы, созданные англичанами в начале XVII века. Джон Смит указал, что индейцы этой части долины Потомака называли себя Накотчанк (Nacotchanks) или Некостин (Necostin). Это название позже превратилось в Анакостин (Anacostin). Под этим названием они чаще всего упоминаются в исторической литературе. Оно сохранилось в названии правого притока реки Потомак Анакостия, находящегося в черте города Вашингтона. Их язык принадлежал к принадлежал алгонкинской группе языков.
К середине XVII в. этот район подпадает под контроль английской колонии Вирджиния. Под натиском европейских переселенцев, местное население уходит вверх по Потомаку и на север за Аппалачи. Территория Пенроуза, как и почти вся северная Вирджиния, была передана королём Карлом II в собственность его стороннику лорду Кулпеперу . В XVII-XIX вв. на  этой территории располагались табачные плантации. Плотность населения была небольшой.

### Пенроуз в XIX веке
При создании округа Колумбия, в котором расположена федеральная столица Вашингтон, местность будущего района Пенроуз была включена в него. До 1846 года округ Александрия (в него входила и территория будущего округа Арлингтона, включая Пенроуз) административно входила в округ Колумбия. Влиятельные жители портового города Александрии, заинтересованные в более глубокой интеграции города в экономику штата Вирджинии, неоднократно подавали петиции о присоединении Александрии к штату. Летом 1846 года Конгресс согласился на это, при условии проведения референдума в округе Александрия  . 1-2 сентября 1946 в округе Александрия прошёл референдум о его передаче и юрисдикцию округа Колумбия в юрисдикцию штата Вирджиния. Жители Александрии проголосовали "за". И хотя большинство жителей северной части округа, имевших право голосования, голосовали против, по решению большинства проголосовавших  в округе, округ был передан Вирджинии. 7 сентября 1846 года Президент Полк выпустил прокламацию о переходе округа Александрия в юрисдикцию штата Вирджиния, и 13 марта 1847 штат Вирджиния после долгих дискуссий формально утвердил эту передачу.
Во время Гражданской войны по этой местности, примыкающей к стратегически важному Арлингтонскому холму, проходила оборонительная линия 
укреплений вокруг столицы.

### Становление Пенроуза
В 1878 г. северная часть современного Пенроуза приобретена Генри Л. Холмсом и Вильямом Батлером. Они были активными общественными деятелями, лидерами формирующегося в южном Арлингтоне сообщества афроамериканцев. Оно состояло преимущественно из освобождённых во время Гражданской войны рабов (фрименов). Холмс и Батлер использовали приобретённый участок для создания нового посёлка, где и поселились фримены. Северная часть Пенроуза в конце XIX в. была известна как Холмсвилль, а южная часть – как Центральный Арлингтон (Arlington Heights). 
В отдельный район Пенроуз выделен в 1882 году, когда был утверждён новый строительный план поквартальной застройки. До 1920 года округ Арлингтон назывался Александрия. 
Через будущий Пенроуз прошла трамвайная линия,  многие дома этого района были построены в предвоенный период как сравнительное дешёвое типовое жилье. Значительно повлияло на развитие Пенроуза в XX в. строительство Пентагона и превращение Колумбия Пайк в мощную транспортную линию.

### Исторические места
Дом доктора Дрю.
В северной части района (225 1-я Южная ул.) находится дом, в 1920-1935 принадлежавший известному врачу, создателю методов переливания крови Чарльзу Дрю. В 1941 году он стал первым директором первого американского Банка крови, но в 1942 году покинул этот пост в знак протеста против применения законов о расовой сегрегации (кровь белых и цветных доноров требовали хранить отдельно). В 1976 году этот дом включен в Национальный перечень исторических мест .
 Форт Крейг.  
В западной части современного Пенроуза находится место, где в августе 1861 года было построено укрепление, входившее в состав Арлингтонской линии – части системы оборонительных сооружений вокруг федеральной столицы в период Гражданской войны. Назван в честь лейтенанта Пресли Крейга, погибшего 21 июля 1861 г. в  сражении на реке Булл-Ран.  Форт прикрывал подходы к мосту через Потомак, был ориентирован в юго-западном направлении и был вооружен несколькими полевыми пушками и двумя мортирами. Боевых действий непосредственно у форта Крейг не было. В июне после завершения войны форт был разрушен, а земельный участок возвращен владельцу по имени Септимус Браун . Место расположения бывшего форта признано историческим местом округа Арлингтон, на нём установлен памятный знак.

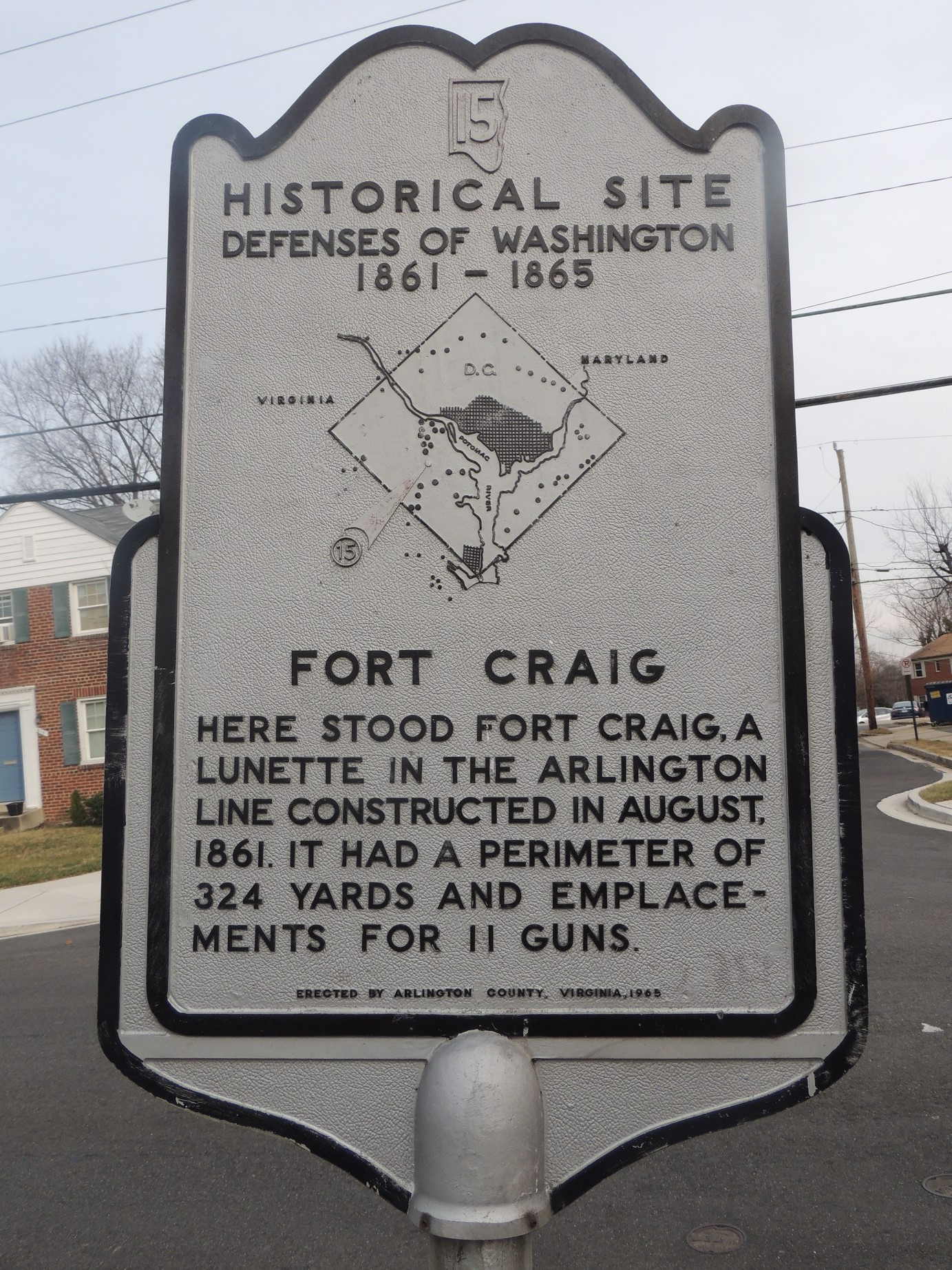
Памятный знак на месте, где находился форт Крейг

## Происхождение названия
В 1896 году  в северной  части округа Арлингтон (в то время — округ Александрия) были проложен маршрут троллейбуса (trolley). В 1900 был построен дополнительный отвод на юг, в район Наук. Он проходил через Пенроуз, где находилась станция Хантер и специальное промежуточное депо. Бывшее здание этого депо после закрытия линии  перестроено в частный дом (находится по адресу 2312 2-я Южная улица).
Южнее по этой линии в пределах современного района Пенроуз находилась станция Пенроуз. В 1995 году Центральный Арлингтон был по предложению местного сообщества переименован в Пенроуз. Троллейбус  стал эмблемой района.